# Girusul fornicat
Girusul fornicat (Gyrus fornicatus) sau circumvoluția fornicată este o convoluție corticală în forma de potcoava, dispuse pe fața medială a emisferei cerebrale în jurul hilului emisferelor cerebrale; segmentul superior este format de girusul cingular, segmentul inferior este format de girusul parahipocampal, segmentul de tranziție între girusul cingular și girusul parahipocampal este format de istmul girusului fornicat (cingular). Girusul fornicat formează o porțiune majoră a  sistemului limbic.